# Maud Effting
Mathilde Maria Christina (Maud) Effting (Arnhem, 1 januari 1972) is een Nederlandse onderzoeksjournalist. 
Effting studeerde Chemie aan de Radboud Universiteit in Nijmegen en deed de postdoctorale opleiding Journalistiek aan de Rotterdamse Erasmus Universiteit.
De door haar met Willem Feenstra en Mark Misérus gedane onthulling dat de KNSB een koffertje met urinestalen van schaatssters had laten verdwijnen vormde in 2019 de basis voor een aflevering van het televisieprogramma Andere Tijden. De uitzending werd door de Nederlandse Sport Pers (NSP) gekozen tot beste sportnieuwsverhaal van het jaar.

## Prijzen
In 2010 won zij de PDL-persprijs, met een serie artikelen naar aanleiding van het ongeval met een toestel van Turkish Airlines. Voor haar bewerking van het dagboek van een ebola-verpleger kreeg ze in 2015 een eervolle vermelding van De Tegel.
In 2016 kreeg zij samen met Huib Modderkolk de journalistenprijs De Tegel uitgereikt in de categorie Interview. Zij kregen die voor het artikel Van golden boy tot total loss. Voor de Volkskrant interviewden ze Michael Heemels, de voormalige woordvoerder van Geert Wilders.
Voor een publicatie die ze met Willem Feenstra maakte over seksuele intimidatie bij Defensie en in de sport werd ze in 2017 genomineerd als Journalist van het Jaar.
In mei 2024 kreeg zij De Tegel in de categorie Nieuws voor het Volkskrantartikel   Werkcultuur bij NOS Sport. (samen met Abel Bormans en Willem Feenstra.)